# Университеты Ирана
Университеты Ирана - список и информация об университетах Ирана. Университеты Ирана предоставляют услуги в сфере высшего образования. После успешного окончания обучения студент может получить диплом специалиста, магистра, бакалавра или доктора наук по своему направлению. Образовательные центры системы высшего образования ИРИ, ведущие обучение по направлениям «инженерия» и «фундаментальные науки», как правило, осуществляют свою деятельность на основании лицензии Министерства науки, исследований и технологий, а учебные заведения, работающие в сфере медицины и парамедицины, получают лицензии Министерства здравоохранения и медицинского образования. Помимо этого университеты и прочие образовательные центры действуют на основании лицензий и других министерств (например, Министерства образования) или государственных организаций, число которых, тем не менее, невелико.

## Классификация
Как правило, университеты Ирана делятся на следующие группы:
1. Государственные университеты (подчиняющиеся Министерству науки и Министерству здравоохранения).
2. Свободные исламские университеты.
3. Некоммерческие университеты и учреждения высшего образования.
4. Университеты «Пайам-е нур».
5. Политехнические университеты.

Приём студентов в эти центры осуществляется на основании единого государственного экзамена, проводимого Организацией оценки уровня образования.

## Список лучших университетов Ирана
Авторитетные национальные и международные центры ежегодно составляют рейтинг университетов Ирана. Согласно результатам, опубликованным информационным порталом US News в 2018 г., 140 иранских университетов смогли попасть в список лучших мировых университетов .

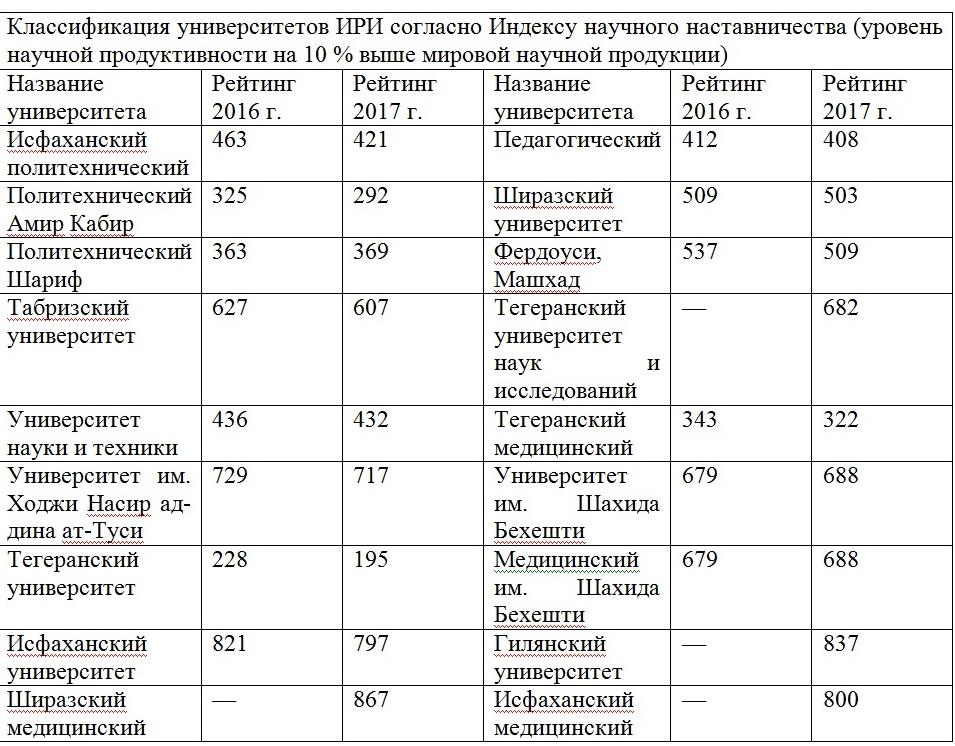
Список лучших университетов Ирана

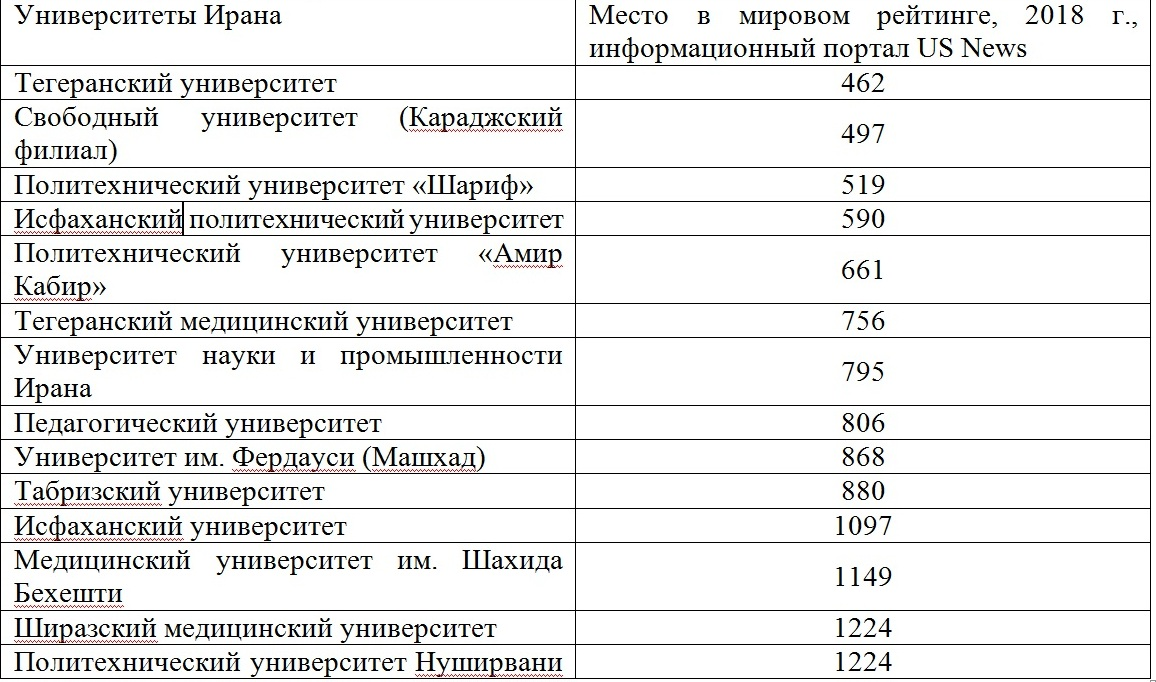
Рейтинговая таблица иранских университетов среди университетов мира по Лейденской классификации 2017 г.